# 普渡大學印第安納波利斯分校
普渡大學印第安納波利斯分校是位于印第安纳州首府及最大城市印第安纳波利斯的普渡大学西拉斐特主校区的延伸校区。

## 历史
该校区于2024年7月1日成立，当时印第安纳大学和普渡大学印第安纳波利斯联合校区（IUPUI）拆分为印第安纳大学印第安纳波利斯分校（IUI）和普渡大学印第安纳波利斯分校。普渡大學印第安納波利斯分校继承了原IUPUI的工程与技术学院以及科学学院内的计算机科学专业。所有其他学术项目，包括体育项目，均并入印第安纳大学印第安纳波利斯分校。普渡大学计划进一步扩展其学术课程。